# لي تشونغ وي
لي تشونغ وي (21 أكتوبر 1982)، هو محترف ماليزي سابق لرياضة الريشة الطائرة. احتل لي المركز الأول عالميًا كلاعب فردي لمدة 349 أسبوعًا، بما في ذلك 199 أسبوعًا متتالياً من 21 أغسطس 2008 إلى 14 يونيو 2012.  وهو اللاعب الماليزي الخامس بعد فو كوك كيونغ، ورشيد صديق، وروزلين هاشم وونغ تشونغ هان الذي يحقق هذا التصنيف (منذ الاحتفاظ بالتصنيف الرسمي لأول مرة في الثمانينيات)، وهو اللاعب الماليزي الوحيد الذي حصل على التصنيف الأول لأكثر من عام.
وحاز على الميدالية الفضية الثلاثية في الألعاب الأولمبية، وسادس ماليزي يفوز بميدالية أولمبية. فاز بأول ميدالية فضية له في عام 2008، وهي أيضًا المرة الأولى التي يصل فيها ماليزي إلى النهائيات من فئة الرجال الفرديين. أكسبه هذا الإنجاز لقب داتوك، وأدى إلى وصف رئيس الوزراء الماليزي آنذاك نجيب عبد الرزاق بأنه بطل قومي. وكرر الإنجاز مرتين أخريين في عامي 2012 و2016، وبذلك أصبح أنجح لاعب أولمبي ماليزي في التاريخ.
أعلن لي اعتزاله في 13 يونيو2019 بعد أن كافح من أجل العودة إلى لياقته الكاملة بعد تشخيصه بسرطان الأنف. تم تعيينه رئيسًا لمهمة ماليزيا في دورة الألعاب الأولمبية الصيفية 2020،  لكنه غاب عن الحدث بسبب مخاوفه الصحية. واحتفظ بدوره، وإن كان يخدمه فعليًا. 
تم إدخال لي في 2 مايو 2023 إلى الاتحاد العالمي لتنس الريشة في قاعة مشاهير كرة الريشة.

## نشأته
ولد لي في باغان سيراي، بيراك، لعائلة ماليزية صينية، لوالديه لي آه تشاي وخور كيم تشوي. في سنواته الأولى، كان يفضل كرة السلة، لكن والدته سرعان ما منعته من ممارسة اللعبة بسبب الحرارة الشديدة في ملعب كرة السلة الخارجي. بدأ لي في تعلم كرة الريشة في سن الحادية عشرة، عندما أحضره والده، الذي كان يحب ممارسة اللعبة، إلى قاعة كرة الريشة. لقد جذب انتباه المدرب المحلي تيه بينغ هوات، الذي سأل والد لي عما إذا كان يمكنه قبوله كطالب. بعد حصوله على موافقة والده، بدأ تيه بتدريب لي بعد المدرسة. وبعدما اكتشفه مسبون صديق، تم تعيينه في المنتخب الوطني عام 2000 عندما كان في السابعة عشرة من عمره.

## عمله

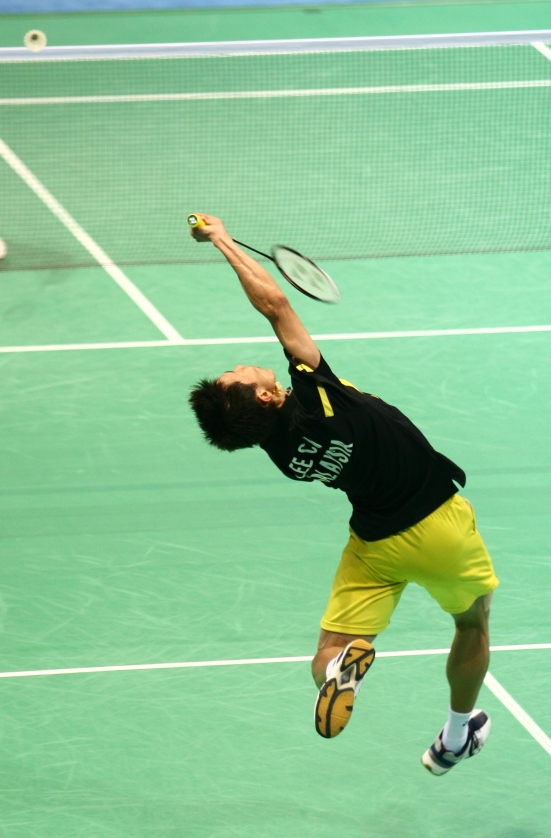
لي أثناء لعبه في النصف نهائيات من أولمبياد 2008.

### 2002–2007
حصل لي على لقب ثانوي واحد فقط خلال موسمي 2002 و 2003. وصل إلى أول نهائي له في إحدى البطولات الكبرى في بطولة ماليزيا المفتوحة عام 2003 حيث خسر أمام تشين هونغ من الصين. ثم حصل لي على لقبين في عام 2004، بطولة ماليزيا المفتوحة وبطولة الصين تايبيه المفتوحة. حصل لي على مكان في دورة الألعاب الأولمبية لعام 2004 في أثينا. في أول ظهور أولمبي له، هزم لي نج وي من هونج كونج في الجولة الأولى. انتهت رحلته في الجولة الثانية عندما هزم تشين هونغ. سجل لي لقبين آخرين في عام 2005، ولقبه الثاني في ماليزيا المفتوحة وبطولة الدنمارك المفتوحة. فاز لي بالميدالية البرونزية في أول ظهور له في لقاء عالمي، بطولة العالم 2005 بعد خسارته أمام الفائز النهائي توفيق هدايت في نصف النهائي.
فاز لي بثلاثة ألقاب من أصل ستة نهائيات في عام 2006. وتوج بالفائز ببطولة سويسرا المفتوحة، وبطولة كرة الريشة الآسيوية ولقبه الثالث في بطولة ماليزيا المفتوحة. كما وصل إلى نهائي بطولة الصين تايبيه المفتوحة وماكاو المفتوحة وهونج كونج المفتوحة. فاز لي بميداليتين ذهبيتين لماليزيا في حدث كرة الريشة لألعاب الكومنولث 2006، في كل من منافسات فردي الرجال وأحداث الفرق المختلطة. وصل لي إلى المركز الأول مرتين في التصنيف العالمي للاتحاد العالمي لكرة الريشة في عام 2006، وشارك في بطولة العالم باعتباره المصنف الأول.
خلال موسم 2007، حصل على لقب إندونيسيا المفتوحة، وهو أول لقب له منذ بطولة ماليزيا المفتوحة 2006 بعد لم شمله مع المدرب السابق ميسبون صديق من لي ماو. وكان أداؤه في النصف الثاني من العام قوياً، حيث حقق ثلاثة ألقاب في بطولة الفلبين المفتوحة، وبطولة اليابان المفتوحة، وبطولة فرنسا المفتوحة. كما تمكن من الوصول إلى نهائي بطولة الصين المفتوحة وهونج كونج المفتوحة، على الرغم من إصابة الركبة التي طاردته في كلتا المناسبتين.

### 2008–2011
بدأ لي عام 2008 بنجاح، وحصل على لقبه الرابع في بطولة ماليزيا المفتوحة خلال خمس سنوات. ومع ذلك، لم يحصل لي سوى على لقب واحد آخر في ذلك العام، وهو بطولة سنغافورة المفتوحة، والتي كانت البطولة الأخيرة في استعداداته قبل الأولمبياد. البطولات الأخرى التي شارك فيها كانت بطولة كوريا المفتوحة؛بطولة عموم إنجلترا المفتوحة؛ بطولة سويسرا المفتوحة؛ بطولة آسيا لكرة الريشة؛ وكأس توماس في جاكرتا. في دورة الألعاب الأولمبية لعام 2008، تم وداع لي في الجولة الأولى. شارك لي في عدة بطولات بعد الألعاب الأولمبية دون أن يحصل على أي لقب. تقدم إلى نهائيات بطولة اليابان المفتوحة، وبطولة ماكاو المفتوحة، وبطولة الصين المفتوحة، لكنه خسر أمام سوني دوي كونكورو، توفيق هدايات، ولين دان على التوالي.
أنهى لي آخر بطولة له في 2008 وهي بطولة هونج كونج المفتوحة، مع انسحاب مفاجئ بسبب إصابة في الركبة، وتنازل عن فوز الألماني مارك زويبلر. أدى انسحابه في اللحظة الأخيرة إلى وصف وسائل الإعلام الصينية له بأنه "أضعف رقم واحد في العالم". تكهنت وسائل الإعلام الصينية بأن ثلاثة عوامل أعاقت أداء لي منذ الألعاب الأولمبية: ضغوط المباراة النهائية الأولمبية، ورهاب لين دان بسبب هزيمته الأولمبية غير المتوازنة على يد لين، و(مرددًا تخمين ميسبون صديق) الضغط الناتج عن كونه اللاعب الأولمبي. رقم واحد في العالم. على الرغم من الصعوبات التي واجهها لي في اللعب الدولي، فقد سجل فوزه السابع على التوالي في نهائي سباق الجائزة الكبرى الوطنية لتنس الريشة في قدح في 12 ديسمبر 2008، وبذلك حطم الرقم القياسي لستة ألقاب متتالية سجله ميسبون صديق.
ثم بدأ لي تشونغ وي موسم 2009 بلقبه الخامس في بطولة ماليزيا المفتوحة. لقد فشل في تأمين لقبه الأول في بطولة كوريا المفتوحة وبطولة عموم إنجلترا المفتوحة على الرغم من وصوله إلى النهائي. ومع ذلك، فقد حصل على لقبه الثاني لهذا العام في بطولة سويسرا المفتوحة التي أقيمت في بازل، حيث هزم لين دان في مجموعات متتالية وسجل فوزه الأول في النهائيات ضد الخصم الصيني خارج أرضه.
وبدأ لي عام 2010 حاصلاً على لقب في جميع الأحداث التي شارك فيها، وهي أول ثلاثية له في ألقاب سلسلة السوبر. حصل على أول لقب له على الإطلاق في بطولة كوريا المفتوحة، والسادس في بطولة ماليزيا المفتوحة، وهزم كينيتشي تاغو ليفوز بأقدم وأعرق بطولة لكرة الريشة في العالم، وهي بطولة عموم إنجلترا المفتوحة، وهي الأولى له منذ مشاركته في عام 2004. وفي أكتوبر، ساعد ماليزيا على التغلب على الهند للدفاع عن الميدالية الذهبية في دورة ألعاب الكومنولث للفرق المختلطة 2010، ثم نجح في الدفاع عن ميداليته الذهبية مرة أخرى في حدث فردي بعد بضعة أيام. وفي الشهر التالي فاز بالميدالية الفضية في دورة الألعاب الآسيوية. في نهاية الموسم، فاز بلقب بطولة هونج كونج المفتوحة للمرة الثانية على التوالي، ولقب نهائيات سلسلة السوبر ماستر للمرة الثالثة على التوالي، حيث أقيمت البطولة في يناير 2011. وتبددت آمال لي في أن يصبح أول ماليزي يفوز بالميدالية الذهبية في بطولة العالم بعد الهزيمة أمام لين دان في النهائي. في سبتمبر، فشل لي أيضًا في الدفاع عن لقبه في بطولة اليابان المفتوحة بعد خسارته أمام النجم الصيني الصاعد تشن لونغ. في أكتوبر، خسر أمام تشن لونغ مرة أخرى في محاولته للحصول على لقبه الثاني في بطولة الدنمارك المفتوحة. وفاز ببطولة فرنسا المفتوحة بعد أسبوع.

### 2012- 2018
في 2012 بدأ لي العام الأولمبي بأول بطولة لسلسلة السوبر لهذا الموسم، وهي بطولة كوريا المفتوحة. وفي تكرار لنهائي العام السابق، انتقم من خسارته أمام لين دان بفوزه عليه في ثلاث مجموعات. بعد أسبوع، حصل على لقبه الخامس على التوالي والثامن في بطولة ماليزيا المفتوحة.
وفي أبريل 2013، خسر في الدور نصف النهائي من بطولة أستراليا المفتوحة أمام اللاعب الصيني الشاب تيان هووي. ثم فاز بلقبه الثاني في بطولة الهند المفتوحة ولقبه الخامس في بطولة إندونيسيا المفتوحة. في أغسطس، وصل لي إلى نهائي بطولة العالم، لكن آماله تبددت مرة أخرى في تكرار هزيمته في نهائي 2011 ودورة الألعاب الآسيوية 2010 أمام لين دان. وعانى من تشنجات في الساق في وقت متأخر من المباراة الثالثة. وبعد محاولته الاستمرار، اضطر إلى الانسحاب وتم نقله بعد ذلك إلى المستشفى. بعد بطولة العالم شارك لي في أربع بطولات من سلسلة السوبر. أولاً، حصل على لقب بطولة اليابان المفتوحة للمرة الرابعة. ثم خسر في نهائي بطولة الدنمارك المفتوحة ونصف نهائي بطولة فرنسا المفتوحة، وانتصر مرة أخرى في بطولة هونج كونج المفتوحة. فاز لي بلقب نهائيات الماسترز للمرة الرابعة، وهو الموسم الذي انتهى ببطولة سلسلة السوبر.
في 2014 سجل لي لقبه العاشر في ماليزيا المفتوحة بعد أسبوع. بعد فترة وجيزة من الانتصار، أعلن أنها ستكون آخر مباراة له في بطولة ماليزيا المفتوحة، حيث سيقيم حالته بعد دورة الألعاب الآسيوية وقد يتقاعد إذا لم تكن النتائج جيدة.
ومع ذلك، تحسن مستواه وفاز بلقبه الثالث في بطولة عموم إنجلترا المفتوحة والهند المفتوحة، على الرغم من هزيمته أمام سيمون سانتوسو في نهائي بطولة سنغافورة المفتوحة. في كأس توماس، فاز لي بكل مباراة لعبها. وصلت ماليزيا إلى النهائيات، لكنها خسرت أمام اليابان بنتيجة 3–2. في يونيو، فاز ببطولة اليابان المفتوحة للعام الثالث على التوالي والمرة الخامسة بشكل عام.
في أكتوبر 2014، ذكرت وسائل الإعلام المحلية أن رابطة كرة الريشة الماليزية أكدت أن أحد أفضل اللاعبين في البلاد أثبت استعماله أدوية منشطة بعد فصحه خلال بطولة العالم في أواخر أغسطس. ولم يتم الكشف عن هوية اللاعب ولكن يعتقد على نطاق واسع أنه لي تشونغ وي. استعمل لي عقاراً مضاداً للالتهابات يتم تناوله بشكل شائع وهو ليس غير قانوني عند استخدامه في غير موسمه لإعادة تأهيل الإصابات، ولكنه يعتبر غير قانوني إذا تم اكتشافه في جسم الرياضي أثناء المنافسة. وفي 11 نوفمبر 2014، أكد الاتحاد العالمي لكرة الريشة أنه تم إيقاف لي مؤقتًا عن المنافسة بسبب انتهاك واضح لقواعد مكافحة المنشطات.عُقدت الجلسة في 11 أبريل/نيسان 2015 في أمستردام. وفي 27 أبريل 2015، تم الإعلان عن إيقاف لي لمدة ثمانية أشهر بسبب انتهاكه لقواعد مكافحة المنشطات. كانت اللجنة مقتنعة بأن لي لم يكن لديه نية للغش وسمحت له باستئناف مسيرته بحلول 1 مايو 2015. وتم تجريده من ميداليته الفضية من بطولة العالم 2014 ولكن سُمح له بالاحتفاظ بميداليتيه البرونزيتين من دورة الألعاب الآسيوية 2014. 
في 2018 تمكن لي من الفوز بجميع مبارياته، في كل من بطولة فرق كرة الريشة الآسيوية وكأس توماس. وصلت ماليزيا إلى الدور نصف النهائي وربع النهائي في الأحداث المعنية.  وفي يوليو 2018، عزز لي رقمه القياسي في بطولة ماليزيا المفتوحة، وحصل على اللقب الثاني عشر في النهائي الرابع عشر له، ووصل إلى الدور نصف النهائي من بطولة إندونيسيا المفتوحة. قبل أسبوع من بطولة العالم، أعلن اتحاد كرة الريشة الماليزي أن لي لن يتمكن من المشاركة في البطولة وكذلك في الألعاب الآسيوية حيث يتعين عليه الخضوع للعلاج من اضطراب متعلق بالجهاز التنفسي. وكانت مشاركته في هاتين البطولتين موضع شك حتى قبل الإعلان بعد أن أفادت وسائل الإعلام بغيابه عن التدريبات. تم تشخيص إصابته بسرطان البلعوم الأنفي في مرحلة مبكرة وتلقى العلاج في تايوان.

## اعتزاله
في 13 يونيو 2019، أعلن لي اعتزاله بعد ما يقارب عام على تشخيص إصابته بسرطان البلعوم الأنفي وفشل في العودة إلى المنافسة على الرغم من التلميحات العديدة بأنه سيعود في أوائل عام 2019. وبذلك أنهى مسيرته الدولية في كرة الريشة التي استمرت 19 عامًا. حياة مهنية. جاء التقاعد بناءً على نصيحة طبيبه بتجنب التدريبات عالية الكثافة لتجنب انتكاسة مرض السرطان. 
وأشادت به وسائل الإعلام واللاعبون على حد سواء بعد الإعلان عن اعتزاله. وكتب منافسه طوال حياته المهنية، لين دان، أنه يتعين عليه الآن "التوجه إلى المعركة بمفرده، حيث لم يعد لديه رفيق بعد الآن (独自上场没人陪我了)"، وشارك أغنية بعنوان "دون "لا تبكي يا صديقي" (朋友别哭).

## حياته الشخصية
تلقى لي مبلغ 300 ألف رينجيت ماليزي في 21 أغسطس 2008، كمكافأة على جهوده في الحصول على الميدالية الفضية في دورة الألعاب الأولمبية لعام 2008. كما أنه حصل على 3000 رينجيت ماليزي شهريًا كمعاش تقاعدي مدى الحياة بدءًا من أغسطس 2008. تم تعيينه سفيرًا وطنيًا لليونيسف في ماليزيا في فبراير 2009.
وكان على علاقة مع زميلته في الفريق وونغ مي تشو. وتزوجا في 9 نوفمبر 2012،  ولهما ثلاثة أطفال، كينغستون وتيرانس وأنسون الذين ولدوا في أبريل 2013 ويوليو 2015 ونوفمبر 2022 على التوالي. نُشرت سيرة لي الذاتية "يجرؤ على أن تكون بطلاً" رسميًا في 18 يناير 2012.

## جوائز
وفيما يلي قائمة الجوائز التي فاز بها لي.
| الجوائز                                           | العام                                          | العدد | المرجع                      |
| ------------------------------------------------- | ---------------------------------------------- | ----- | --------------------------- |
| جائزة بينانق للرياضيين                            | 2005، 2007، 2008، 2009، 2010، 2011، 2012، 2016 | 8     | [ 53 ] [ 54 ] [ 55 ] [ 56 ] |
| جائزة الاتحاد الدولي لكرة الريشة كأفضل لاعب للعام | 2008, 2010, 2012, 2013, 2015, 2016             | 6     | [ 57 ] [ 58 ]               |
| الجائزة الوطنية للرياضيين                         | 2005, 2008, 2011, 2012                         | 4     | [ 59 ] [ 60 ]               |
| جائزة أولمبي العام                                | 2008, 2012, 2016                               | 3     | [ 61 ] [ 62 ]               |
| جائزة رابطة الكتاب الرياضيين الماليزيين (SAM).    | 2008                                           | 1     | [ 63 ]                      |
| جائزة الأيقونة الأكثر شعبية على التلفزيون من RTM  | 2013                                           | 1     |                             |

فاز لي أيضًا بجائزة Lifetime Athlete Award في عام 2016.

## تكريمات
تم الاعتراف بلي عضواً في وسام المدافع عن المملكة (أهلي مانجكو نيجارا) اعتبارًا من 3 يونيو 2006.
في 30 أغسطس 2008، تم تعيين لي كضابط وسام المدافع عن الدولة (دارجا سيتيا بانجكوان نيجيري)، والذي حمل لقب "داتو" من قبل حاكم بينانق، عبد الرحمن عباس، بعد إنجازه في الألعاب الأولمبية الصيفية 2008.
في 6 يونيو 2009، أصبح لي ثاني اثنين فقط من الحاصلين على وسام الاستحقاق (دارجا باكتي)، حيث حصل على التكريم من ميزان زين العابدين بالتزامن مع عيد الميلاد الرسمي لجلالة الملك يانغ دي بيرتوان أغونغ الثالث عشر.
في 5 يوليو 2012، مُنح لي رتبة ملازم أول (فخري) لوحدة الاحتياط التطوعية بالبحرية الملكية الماليزية. في 7 أكتوبر 2016، تمت ترقية لي إلى رتبة قائد (فخري) تقديرًا لإنجازه في دورة الألعاب الأولمبية الصيفية 2016.
في 15 أكتوبر 2016، تم منح لي وسام قائد فارس من وسام ملقا الرفيع (دارجة سيميرلانغ سيري ملقا)، ويحمل لقب "داتوك ويرا"، من حاكم ملقا السادس، محمد خليل يعقوب.
تم تعيين لي قائدًا لوسام الخدمة الجديرة بالتقدير (Panglima Jasa Negara) اعتبارًا من 9 سبتمبر 2017، والذي يحمل لقب "داتوك"، بحلول الخامس عشر من يانغ دي بيرتوان أغونغ محمد الخامس بالتزامن مع عيد الميلاد الرسمي لجلالة الملك.
في 1 أكتوبر 2021، تم الإعلان عن لي كواحد من 10 متلقين سيتم تعيينهم قاضي الصلح. في 2 ديسمبر 2021، مُنح لي درجة الدكتوراه الفخرية في علوم الرياضة من سيد سراج الدين جمال الليل، راجا بيرليس الثامن ومستشار جامعة العلوم الماليزية (Universiti Sains Malaysia، USM)، بالتزامن مع حفل توزيع الشهادات الثامن والخمسين للجامعة.  
في 26 مايو 2023، تم إدخال لي في قاعة مشاهير في الاتحاد العالمي لكرة الريشة الطائرة جنبًا إلى جنب مع منافسه القديم لين دان في كوالالمبور.

## في الثقافة الشعبية
في ديسمبر 2017، تم إصدار المقطع الدعائي الأول لفيلم السيرة الذاتية الخاص به.  تم عرض فيلم السيرة الذاتية بعنوان "Lee Chong Wei لي تشونغ وي" لأول مرة في 9 مارس 2018 في استاد بوكيت جليل الوطني، كوالالمبور، وتم إصداره في جميع أنحاء البلاد في 15 مارس 20